# Babək
Babək (ook: Babek) is een plaats (qəsəbəsi) in Azerbeidzjan en is de hoofdplaats van het district Babək.
Babək telt 3600 inwoners (01-01-2012).